# John Kendrew
John Cowdery Kendrew (24 mars 1917 à Oxford - 23 août 1997 à Cambridge) est un biochimiste britannique. Lui et Max Ferdinand Perutz sont colauréats du prix Nobel de chimie de 1962.

## Biographie
Il développe notamment des modèles moléculaires. Et avec Max Ferdinand Perutz, il élucide à l'aide des rayons X la structure tridimensionnelle de la myoglobine et de l'hémoglobine.
En 1962, Max Ferdinand Perutz et Kendrew reçoivent conjointement le prix Nobel de chimie « pour leurs études des structures des protéines globulaires ».
À partir de 1962, il est vice recteur du Medical Research Council Laboratory of Molecular Biology de l'université de Cambridge. Et de 1974 à 1982, il est directeur du laboratoire européen de biologie moléculaire à Heidelberg.

## Distinctions et récompenses
- Membre de la Royal Society, élu le 24 mars 1960[3]
- Commandeur de l'ordre de l'Empire britannique (CBE) en 1963[4]
- Chevalier en 1974[5]
- prix Nobel de chimie en 1962